# Avegno (Ligurien)
Avegno (ligurisch Avëgno) ist eine italienische Gemeinde in der Metropolitanstadt Genua mit 2558 Einwohnern (Stand 31. Dezember 2023).

## Lage

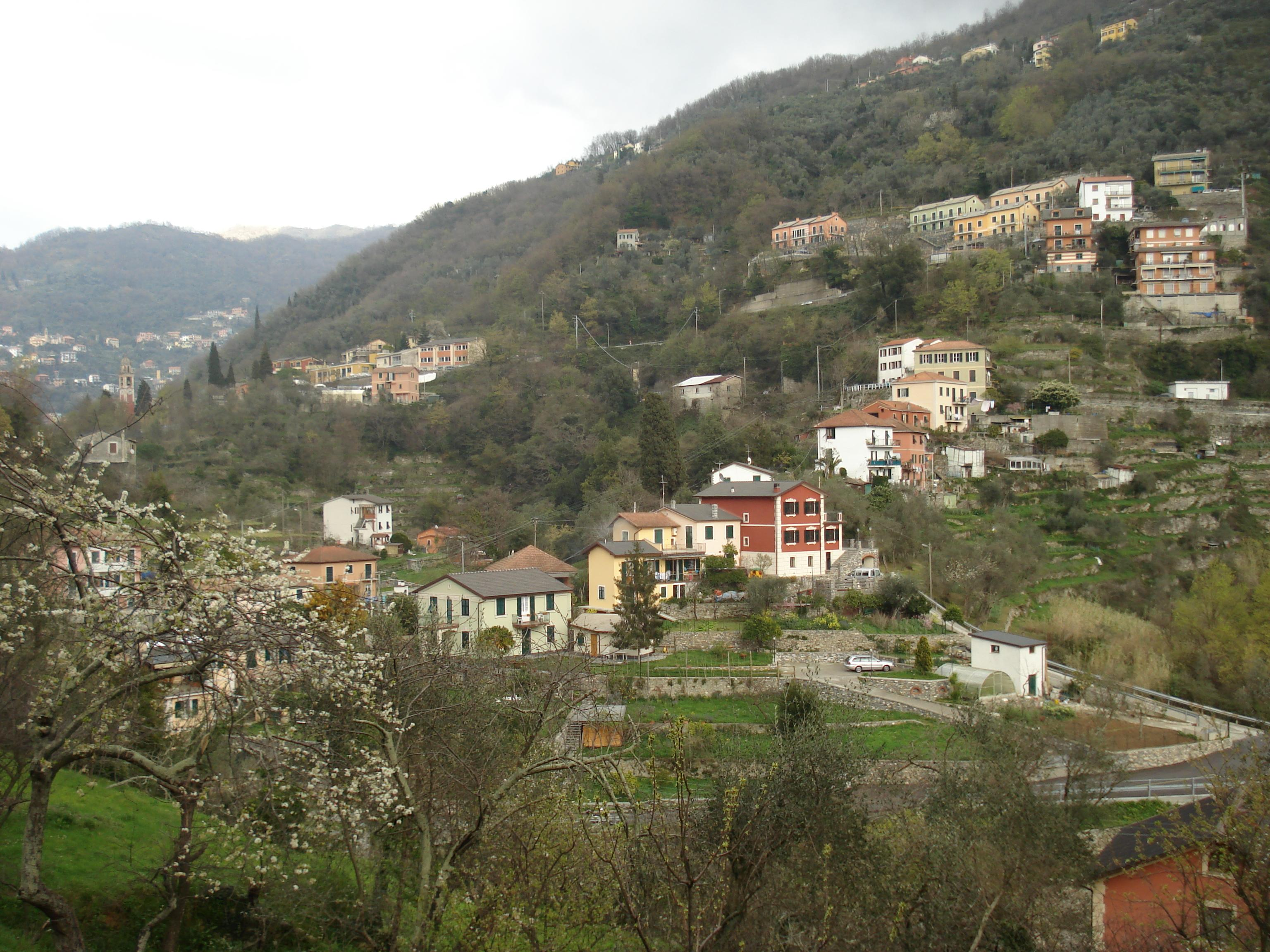
Avegno in Ligurien

Die Gemeinde befindet sich im Hinterland der Stadt Recco am Golfo Paradiso des Ligurischen Meers. Die Entfernung zu der ligurischen Hauptstadt Genua beträgt circa 25 Kilometer. Avegno liegt am oberen Lauf des Baches Recco, der mit dem Bach Arbora das Territorium der Gemeinde durchfließt.
Das Gemeindegebiet ist vorwiegend hügelig; die höchsten Berge sind der Monte Caravaggio (507 Meter) und der Monte Bello (657 Meter).
Das Hinterland der Gemeinde Avegno bildet einen Teil der Comunità Montana Fontanabuona. Die Gemeinde selbst ist in vier Ortsteile untergliedert: Avegno, Molino Nuovo, Salto und Testana. Des Weiteren werden die Siedlungen Arbora, Lupara, Pietrafitta und Vescina zu Avegno gerechnet.
Nach der italienischen Klassifizierung bezüglich seismischer Aktivität wurde Avegno der Zone 4 zugeordnet. Das bedeutet, dass sich die Gemeinde in einer seismisch inerten Zone befindet.

## Gemeindepartnerschaften
Avegno unterhält eine Partnerschaft mit dem schweizerischen
Avegno.